# 札幌出入国在留管理局
札幌出入国在留管理局（さっぽろしゅつにゅうこくざいりゅうかんりきょく）は、北海道札幌市中央区にある法務省出入国在留管理庁の地方支分部局のひとつ。北海道を管轄している。出入国管理及び難民認定法に基づき、外国人の入出国・在留・違反手続、難民認定に関する調査等の行政事務を担当する。

## 本局の内部組織

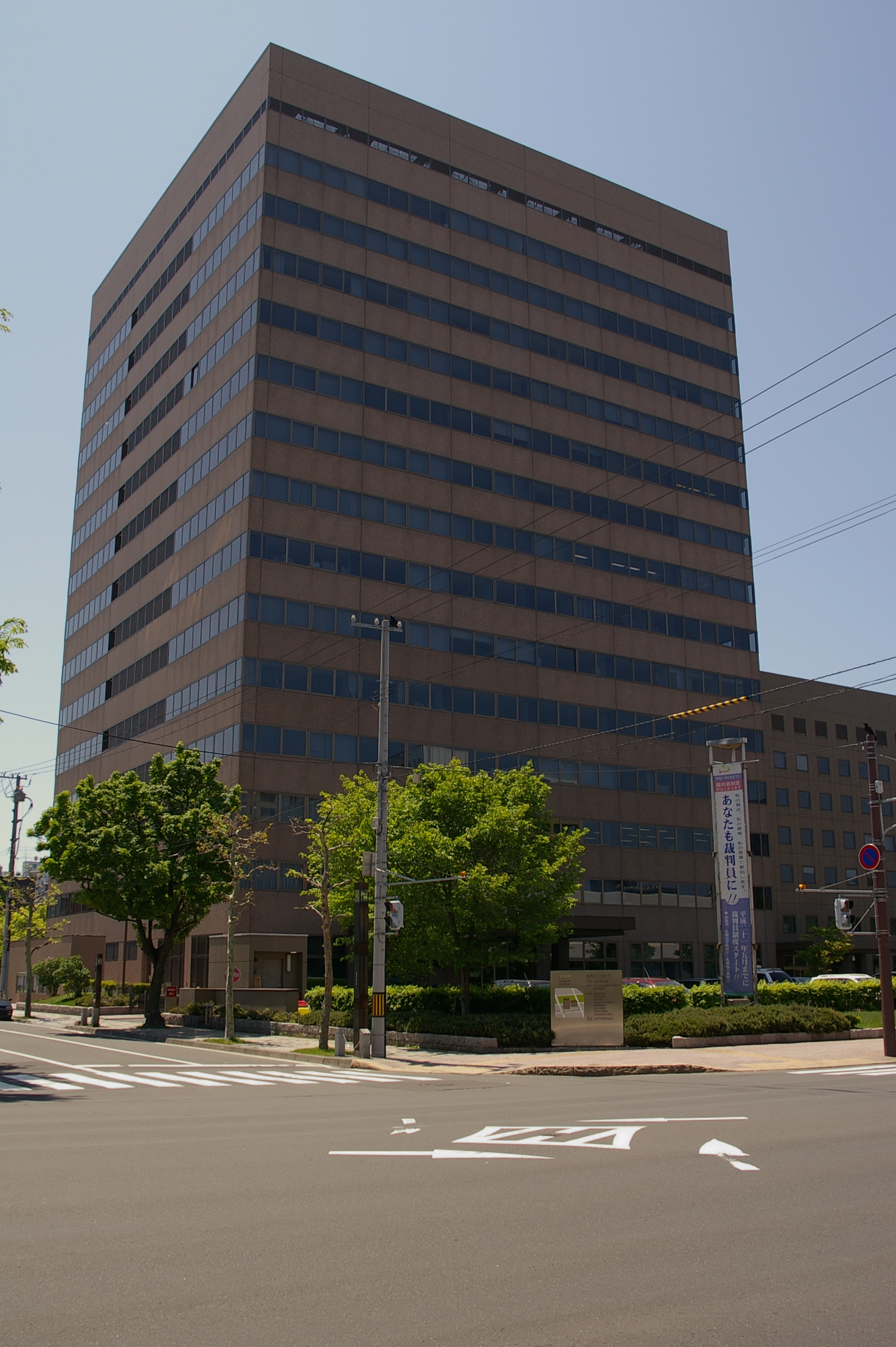
札幌出入国在留管理局がある札幌第3合同庁舎行政棟（札幌市中央区）

- 札幌出入国在留管理局（長・官職 : 入国審査官）
  - 総務課
  - 監理官
  - 首席審査官（官職 : 入国審査官）
    - （審査部門） - 一部在留資格の審査業務は窓口を除き澄川分室（札幌市豊平区）

  - 首席入国警備官（官職 : 入国警備官）
    - （警備部門）

## 管内出張所
出張所のうち（長・首席審査官）の付記のあるものは、首席審査官が配置され、かつ、当該出張所長を兼務することを示す。
|                                     |                                     | 所在地                                        | 業務                    | 分担区域 | 分担区域 |
| 在留関係諸申請                      | 在留資格認定証明書交付申請          | 所在地                                        | 業務                    |          |          |
| ----------------------------------- | ----------------------------------- | --------------------------------------------- | ----------------------- | -------- | -------- |
| 本局                                | 本局                                | 札幌市中央区大通西12丁目 札幌第３合同庁舎     | -                       | 北海道   | 北海道   |
|                                     | 小樽分室                            | 小樽市港町5-2 小樽地方合同庁舎                | 海港業務                | -        | -        |
| 澄川分室                            | 札幌市豊平区平岸1条22丁目2-25       | 在留審査一般                                  | -                       | -        |          |
| 函館出張所 （長・首席審査官）       | 函館出張所 （長・首席審査官）       | 函館市海岸町24-4 函館港湾合同庁舎             | 在留審査一般 空海港業務 | 北海道   | 北海道   |
| 旭川出張所                          | 旭川出張所                          | 旭川市宮前1条3-3-15 旭川合同庁舎              | 在留審査一般 空海港業務 | 北海道   | 北海道   |
| 釧路港出張所                        | 釧路港出張所                        | 釧路市南浜町5-9 釧路港湾合同庁舎              | 在留審査一般 空海港業務 | 北海道   | 北海道   |
| 稚内港出張所                        | 稚内港出張所                        | 稚内市開運2-2-1 稚内港湾合同庁舎              | 在留審査一般 空海港業務 | 北海道   | 北海道   |
| 千歳苫小牧出張所 （長・首席審査官） | 千歳苫小牧出張所 （長・首席審査官） | 千歳市美々新千歳空港 国際線旅客ターミナルビル | 空港業務                | 北海道   | 北海道   |
|                                     | 苫小牧分室                          | 苫小牧市港町1-6-15 苫小牧港湾合同庁舎2F       | 在留審査一般 海港業務   | 北海道   | 北海道   |